# Лесные полёвки
Лесные полёвки (лат. Myodes, или лат. Clethrionomys) — род грызунов трибы Clethrionomymi подсемейства полёвковых (Arvicolinae или Microtinae).

## Общее описание
Мелкие мышеобразные грызуны: длина тела 7—16 см, хвоста 2,5—6 см. Ушные раковины едва заметны. Глаза небольшие. За исключением шикотанской, окраска на спинной стороне тела ржаво- или красновато-рыжая, что легко позволяет отличить лесных от серых полёвок. Брюхо серое или белое. В зимнее время волосяной покров становится рыжее и гуще. В отличие от большинства полёвок, у лесных полёвок коренные зубы имеют корни. Хромосом в диплоидном наборе у всех видов по 56.

## Образ жизни
Населяют лесную, лесостепную и отчасти степную зоны Евразии и Северной Америки. Распространены очень широко. В Северной Америке встречаются от севера континента (Аляска, Британская Колумбия, Лабрадор) до штатов Колорадо и Северная Каролина. В Евразии водятся от Пиренеев на западе до островов Малой Курильской гряды на востоке; на севере доходят до северной границы лесов; на юге граница проходит по северу Пиренейского полуострова, Апеннинскому полуострову, Передней Азии, Западному Закавказью, МНР, Восточному Китаю, Корейскому полуострову и Японии.
Населяют преимущественно лиственные и хвойные леса. Обитают также в болотистых участках лесотундры, в пойменных лесах степной зоны. Поднимаются в горах до 3000 м над уровнем моря. Активны круглосуточно и круглый год. Роют короткие и неглубокие норы в толще мха или лесной подстилки. Укрываются также в пустотах у корней деревьев, под кочками. Довольно хорошо умеют лазать по кустам и деревьям.
Питаются преимущественно вегетативными частями травянистых растений, в меньшей степени семенами, корой, побегами и почками. Поедают также различных беспозвоночных, лишайники и мхи. Иногда делают небольшие запасы.
Период размножения в некоторые годы начинается ещё при снеговом покрове и продолжается до глубокой осени. В год бывает по 3—4 помёта, в каждом из которых от 2 до 11 детёнышей. Беременность длится 17—20 дней.
Местами лесные полёвки вредят лесонасаждениям, садам, полезащитным полосам. Переносят возбудителей клещевых сыпнотифозных лихорадок и лептоспирозов. Служат важным кормовым объектом для пушных зверей, особенно куньих.

## Список видов
В роде 12 видов:
- Полёвка Андерсона (Myodes andersoni)[4]
- Калифорнийская рыжая полёвка (Myodes californicus)
- Тяньшаньская полёвка (Myodes centralis)
- Полёвка Гаппера (Myodes gapperi)
- Рыжая полёвка (Myodes glareolus)
- Myodes imaizumii
- Myodes regulus
- Myodes rex
- Красно-серая полёвка (Myodes rufocanus)
- Красная полёвка (Myodes rutilus)
- Myodes shanseius
- Шикотанская полёвка (Clethrionomys sikotanensis)
- Полёвка Смита (Myodes smithii)[5]